# Балтийская мифология

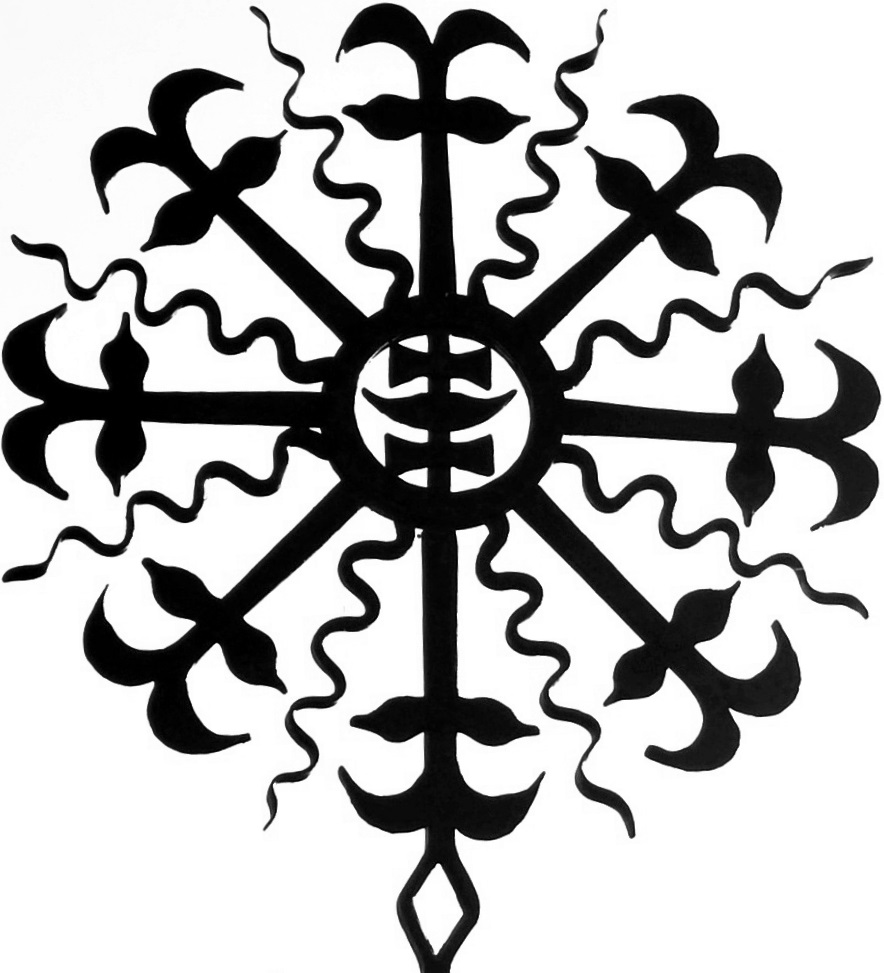
Балтийский солнечный крест с одного из традиционных балтийских алтарей — стогастульписов.

Балтийская мифология — совокупность мифов балтских (летто-литовских и прусских) племён, восходящая к языческим верованиям, развивающаяся и после христианизации в ходе Северных крестовых походов уже в балтийском фольклоре. Происходит из общей праиндоевропейской мифологии. Балтийский регион был одним из последних регионов Европы, подвергшихся распространению христианства, этот процесс начался в XV веке и продолжался по крайней мере столетие. Хотя не сохранилось никаких местных текстов, подробно описывающих мифологию балтийских народов в языческий период, сведения о таких верованиях можно получить из русских и немецких хроник, из более позднего фольклора, а также из материалов исследований сравнительной мифологии.

## Основные божества
- Диевас (Дьевс) — бог ясного неба, главный бог, отец всего сущего, в древности — Небеса, осознавшие себя, как божественную сущность. Бог-творец, бог-создатель. Однако для полноценного акта создания Дьевсу понадобилось для начала создать из себя свою вторую половинку, женское начало, Мару. В латышской мифологии она зовётся не иначе, как «милая Мара» и является главным божеством, отвечающим за семью;
- Юмис — бог плодородия. Само имя «Юмис» означает «двойчатка» или «двойня». Поэтому в старину двойной колос или рождение двух телят считалось благословением бога плодородия. Сложившийся в народной традиции символ Юмиса похож на конёк крыши. И при строительстве, когда новый дом подведён под стропила, именно в честь Юмиса ставится венок, символизирующий праздник стропил;
- Жемина — богиня плодородия, женщин и земли;
- Вяльнас, Велс — хтоническое божество, покровитель скота;
- Лайма, Декла и Карта — три богини, связанные с судьбой;
- Аустра или Аушрине — богиня зари, связанная с планетой Венерой;
- Медейна — богиня лесных животных;
- Совий — основатель традиции трупосожжения и проводник в загробный мир;
- Усиньш — бог-покровитель лошадей.

### Дети Мары и Дьевса
- Перкунас (лит.) или Перконс (лат.) — старший сын. Имя очень созвучно славянскому Перуну. Громовержец, борец за справедливость, один из главных богов пантеона балтов;
- Сауле — богиня-солнце, супруга Менесса. По латышским поверьям Сауле в молодости была очень строптивой и едва не сожгла землю. Перкунасу пришлось девять дней укрощать её. Позже брат с сестрой помирились и Перконс собственноручно сковал сестре золотую лодочку, в которой она и выплывает ежедневно в небеса;
- Менулис, Менесс (лат.) или Mėnuo (лит.) — месяц, муж Сауле;
- Лайма (лат.) или Лайме (лит.) — старшая дочь небесной четы. Богиня счастья и судьбы в мифологии древних балтов. Ответственна за благополучное разрешение роженицы от бремени, наделяет новорождённого судьбой. После же передаёт его сёстрам Декле и Карте на воспитание.

## Духи и существа
- дейвы-пряхи;
- гномы-бардзуки;
- вилкатис — волки-оборотни;
- айтварас — летучий дух, чаще являющийся в образе яркого огненного всполоха;
- каукас — аналог славянского домового.